# Vääräsaari (ö i Södra Savolax, Pieksämäki, lat 61,80, long 27,64)
Vääräsaari är en ö i Finland. Den ligger i sjön Rautjärvi och i kommunen Jockas i den ekonomiska regionen  Pieksämäki ekonomiska region  och landskapet Södra Savolax, i den södra delen av landet, 230 km nordost om huvudstaden Helsingfors. Öns area är 4,2 hektar och dess största längd är 380 meter i sydöst-nordvästlig riktning.